# 6864 Starkenburg
A 6864 Starkenburg (ideiglenes jelöléssel 1991 RC4) a Naprendszer kisbolygóövében található aszteroida. Freimut Börngen és Lutz D. Schmadel fedezte fel 1991. szeptember 12-én.